# Astàfievo
Astàfievo (en rus: Астафьево) és un poble de l'óblast de Vladímir, a Rússia, segons el cens del 2010 tenia 15 habitants. Pertany al districte municipal de Sóbinka.